# Île Observatorio
L’île Observatorio (en espagnol : isla Observatorio) est la principale île de l'archipel des îles du Nouvel-An situé à proximité de l'île des États. Elle est située dans l'océan Atlantique sud, à l'est de la grande île de la Terre de Feu. Elle appartient au département d'Ushuaïa dans la province de Terre de Feu, Antarctique et Îles de l’Atlantique Sud.
Étant donné qu'elle fait partie de la réserve provinciale Isla de los Estados, déclarée « Réserve provinciale écologique, historique et touristique », son accès est restreint à un nombre de touristes limité qui partent de la ville d'Ushuaïa, ces derniers devant passer la nuit à bord de leur embarcation (et non à terre). Sur l'île, un poste de surveillance et de contrôle du trafic maritime est tenu par l'Armée argentine.

## Géographie
L'île est située à 54° 39′ 16″ S, 64° 08′ 27″ O. Son climat est de type « patagonique humide » avec 1 400 mm de précipitations par an. Cette petite île est balayée par les vents et entourée d'eaux dont la température est très basse. Les arbres, qui poussent sur l'île des États voisine, sont pratiquement absents, seules les mauvaises herbes poussent sur son sol rocailleux, ou seulement recouvert d'une couche de tourbe. 
L'île — longue de 3,3 km et large de 2,6 km — est entourée de quatre îles plus petites : les îles Elizalde, Zeballos, Goffré et l'îlot Gutiérrez. Ces îles sont peu élevées, leur point culminant est situé entre 5 et 18 mètres de haut, leurs côtes sont rocheuses et entourées de récifs, les rendant difficiles d'accès. Elles ne sont peuplées que par la faune marine composée de manchots, cormorans, éléphants de mer, phoques, etc.

## Histoire
Cet archipel était le passage obligé du trafic maritime entre l'est et l'ouest à travers le cap Horn. Étant donné les conditions de navigation difficiles, il permit de sauver un grand nombre de vies humaines, comme l'attestent les nombreux naufrages survenus dans la région avant son installation. L'Armée argentine décide d'installer un phare, le premier phare argentin en pleine mer, pour avertir les navires du danger. Il est inauguré le 25 mai 1884, à l'entrée du petit port de San Juan del Salvamento, sur l'île des États. En remplacement de ce phare, le phare Año Nuevo est construit en 1901 et est mis en service l'année suivante. La nouvelle implantation est venue à la suite de la demande de la Royal Geographical Society de Londres au gouvernement argentin, afin qu'il collabore avec la Commission internationale organisatrice de l'expédition antarctique ; pour cela, la construction de l'Observatoire magnétique et diverses installations météorologiques était nécessaire. Ce phare est une tour de 21,70 mètres de haut, peinte avec des rayures horizontales blanches et grises ; dotée d'un système giratoire projetant une lumière blanche clignotante toutes les dix secondes, son plan focal se situait à 60 mètres au-dessus du niveau de la mer et avait une portée de plus de 18 milles par beau temps. Sont arrivés jusqu'à l'île les expéditions de Jean-Baptiste Charcot et de Adolf Erik Nordenskjöld, ainsi que la corvette ARA Uruguay envoyée au secours de l'expédition suédoise. En 1917, toutes les installations sont démontées à l'exception du phare, dû à la réduction du trafic maritime en la région comme conséquence de l'ouverture du canal de Panama en 1916. Le phare Año Nuevo, par le décret no 64 de 1999, est déclaré Monument historique national.
Entre décembre 2002 et janvier 2003, le Service d'hydrographie navale de l'Armée argentine effectue des réparations sur le phare. En 2011, le site où avait été installé l'Observatoire magnétique et météorologique est déclaré Lieu historique national.